# John Flanagan (atléta)
John Joseph Flanagan (Írország, Limerick, Kilbreedy, Moortown, 1868. január 28. – Írország, Limerick, Kilmallock, 1938. június 4.) ír születésű, de amerikai színekben versenyző olimpikon. Háromszoros olimpiai bajnok kalapácsvető, olimpiai ezüstérmes kőhajítő és kötélhúzó.
Az 1900. évi nyári olimpiai játékokon indult atlétikában, kalapácsvetésben és olimpiai bajnok lett. diszkoszvetésben a 7. lett.
Az 1904. évi nyári olimpiai játékokon ismét indult atlétikában, és kalapácsvetésben megvédte olimpiai bajnoki címét olimpiai csúccsal (51,23 m). diszkoszvetésben is újra rajthoz állt és a 4. lett. Egy új számban is kipróbálta magát, a kőhajításban és ezüstérmes lett.
Az 1908. évi nyári olimpiai játékokon indult kötélhúzásban. Rajtuk kívül még három brit rendőrségi és egy svéd válogatott indult. A negyeddöntőben a brit liverpooli rendőr csapattól kaptak ki és így végert ért számukra a küzdelem.
Az 1908-ban atlétikában, kalapácsvetésben újra olimpiai bajnok lett, ezzel minden idők legsikeresebb kalapácsvetője. Diszkoszvetésben a 9. lett.
15 évet élt Amerikában. Ezalatt számtalan nemzeti bajnoki címet szerzett és 16 világrekordott dobott. A három olimpia ideje alatt lehet, hogy még ír állampolgár volt de amerikainak van elismerve.